# Werner Schreib
Werner Schreib (* 16. März 1925 in Berlin; † 20. September 1969 bei Lorsch) war ein deutscher Maler und Grafiker.

## Leben

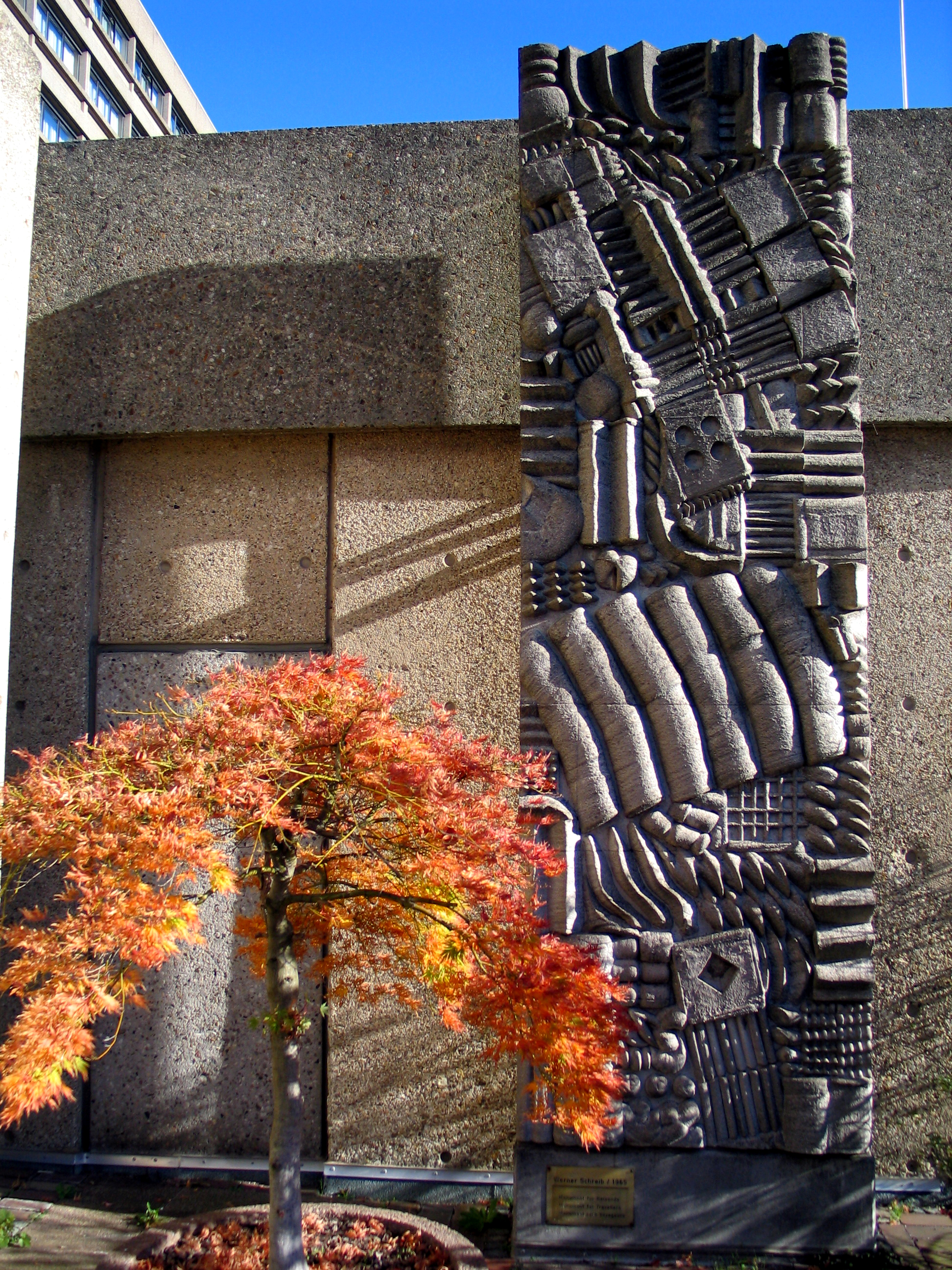
Monument für Reisende ..., 1965, installiert am Friedrichswall in Hannover

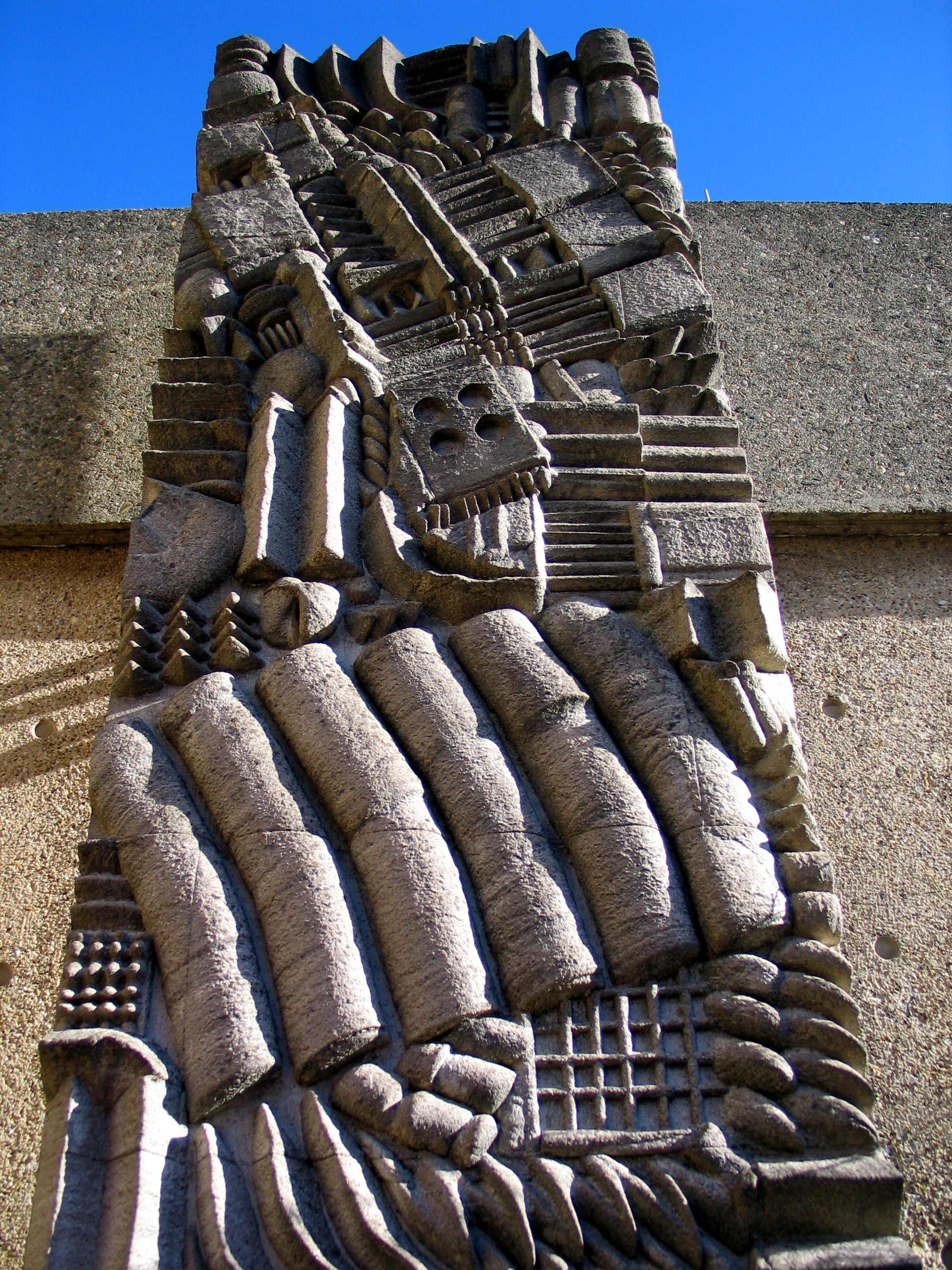
Monument für Reisende, Detail

Schreib wuchs in Berlin-Charlottenburg und Berlin-Zehlendorf auf. Seine Vorfahren hatten sich nach dem Dreißigjährigen Krieg in der Prignitz niedergelassen. Einer von Schreib selber kolportierten Anekdote zufolge soll der bekannte russische Künstler Kandinsky den jungen Schreib beim Bemalen von Steinplatten beobachtet haben und ihn mit den Worten „Das hast Du aber fein gemacht, so gut kann ich es nicht einmal“ gelobt haben. Kurze Zeit später wurde Schreib mit 13 Jahren Vollwaise und lernte „die Zucht- und Rutenpädagogik eines Onkels“, so Schreib, kennen, um dann in ein Internat zu kommen. Obwohl er als Schüler noch Ingenieur werden wollte, studierte er 1947 an der Muthesius Kunsthochschule Kiel, ab 1949 besuchte er dann die Werkkunstschule Wiesbaden. Im Rahmen eines Stipendiums erlernte er die Radierkunst im Pariser Atelier von S. W. Hayter. Schreib kam 1969, als er von einer Ausstellung bei Hauswedell nach Hause fuhr, bei einem unverschuldeten Autounfall nahe Lorsch ums Leben. Er hinterließ die Tochter Gabriele Schreib und seine Witwe, Ingeborg Schreib-Wywiorski.

## Künstlerische Arbeit
Schreib wurde bekannt für seine „strukturellen Ornamente“ und Miniatur-Cachetagen, einer künstlerischen Siegeldrucktechnik (Stempelbilder). Neben den Cachetagen entwickelte Schreib eine große Bandbreite an Drucktechniken. Er versuchte die bildnerische Arbeit auf das Kunsthandwerk auszudehnen und machte Entwürfe für Rosenthal-Porzellan. Seine Prosa und seine Gedichte wiesen ihn auch als Literaten aus. Eines seiner großen Vorbilder war Max Ernst, dessen Bildstrukturen und kompositionellen Motive Schreib teilweise variierte und mit eigenen Ausdruckselementen weiter entwickelte. Seit 1950 veranstaltete Schreib Happenings. Seine Ausstellungstätigkeit begann Mitte der 50er Jahre. 1959 war er kurz an der Académie Ranson in Paris, wo er Max Ernst kennenlernte. 1964 bekam er eine Auszeichnung bei der I. Internationalen Zeichnung in Darmstadt. Kurze Zeit später erhielt er einen Sonderpreis auf der 1. Grafik-Biennale in Krakau. Seit Beginn ihrer Galerietätigkeit im Jahr 1963 präsentierte Margarete Lauter in ihrer Mannheimer Galerie Werke von Werner Schreib in mehreren Einzel- und Gruppenausstellungen. Die spektakulärste Ausstellung wurde am 20. Mai 1966 mit einem Happening im Beisein der schwarzen Katze von Schreib eröffnet. Zum Beginn der Eröffnung von Semantik in Mannheim: Lattanzi & Schreib kam Kurt Schwitters mit einer Aufnahme seiner Ursonate zu Wort. Nach weiteren Aktionselementen verteilten die Künstler zum Ende des Happenings Originale an alle Besucher.

## Ausstellungen
- 1959 Galerie Schmücking, Braunschweig
- 1959 1ère Biennale des Jeunes Artistes, Paris, Grand Prix International de Gravure
- 1959 documenta II, Kassel
- 1960 XXX Biennale Arte, Esposizione Internazionale, Palazzo Giustinian Lolin, Venezi
- 1961 Semantische Malerei, galerie Brusberg, Hannover (mit Lattanzi)
- 1961 2nd International Biennial Exhibition of Prints, Municipal Museum of Art, J-Osaka
- 1962 La peinture sémantique, Galérie le soleil dans la tête, Paris (mit Lattanzi)
- 1963 Schrift und Bild, Stedelijk Museum, Amsterdam und Kunsthalle, Baden-Baden
- 1965 Buchstaben, Schreibspuren, Signale, Galerie Friedrich + Dahlem, München und Hessischer Rundfunk, D-Frankfurt a. M.
- 1965 Galerie im Centre, Göttingen
- 1966 Semantik in Mannheim / Lattanzi & Schreib, Galerie Margarete Lauter, Mannheim
- 1966 Ière Biennale de Gravure, Kraków, Prix Ex Æquo Victor Vasarely
- 1967 Schreib - Hommage à Heraklit et Beat, Galerie Rothe, Wolfsburg[2]
- 1967 Pittsburgh International Exhibition of Contemporary Painting and Sculpture, Museum of Art, Carnegie Institute, USA-Pittsburgh/PA
- 1968 Paysages astronautiques, Galerie HILT, Basel
- 1969 Objekte und Bildreliefs, Staatsgalerie Stuttgart, Stuttgart
- 1969 Werner Schreib / Arbeiten einer Dekade, Marielies-Hess-Stiftung e.V.[4], Haus des Hessischen Rundfunks, Frankfurt a. M.

## Werke
- Gott raucht nicht, er braucht Pudding, Gedichte, Prosa, Happenings Karl Riha, Franz-Josef Weber, Hrsg., Postskriptum, Hannover 1991. 151 S. (= Randfiguren der Moderne, Nr. 14)
- Werner Schreib, Das künstlerische Werk, Kunstverein Siegen, Hrsg., Anabas, Gießen 1987
- Das Tribunal, Eine Roman-Assemblage mit sechzehn Abbildungen nach Foto-Collagen, Anabas, Gießen 1987
- Gedichte und andere Texte, Karl Riha, Hrsg., Universitäts- und Gesamthochschule Siegen 1985, 2. Aufl. 1987 (= Vergessene Autoren der Moderne, Heft 12)
- Werner Schreib, Das druckgraphische Werk, Kunsthalle Mannheim 1974
- hucke nucke wucke wack, Monumente aus dem Zwergenkabinett, Eremiten Presse, Stierstadt im Taunus 1971
- Suite astronautique, 9 Radierungen, Hauswedell, Hamburg 1970
- Gott raucht nicht, er braucht Pudding, Ideographischer Bericht, Karl Riha, Siegfried J. Schmidt, Hrsg., Gesamthochschule Siegen 1967, 44 S. (=experimentelle texte, Nr. 4)
- Punzen mit Schnatterings, Eremiten Presse, Stierstadt im Taunus 1960
- Die makabren Zeichnungen des merkwürdigen Herrn Schreib, Eremiten Presse, Stierstadt im Taunus 1958